# Эдмондс (Вашингтон)
Эдмондс (англ. Edmonds) — город в США, расположенный в округе Снохомиш штата Вашингтон. Население города — 39 709 человек (2010).

## История
До колонизации Америки на территории города жило племя индейцев Суквомиши, которое промышляло рыболовством возле пляжа, в районе нынешнего центра города.
Исследовательская экспедиция залива Пьюджет под руководством Чарльза Уилкса обозначила на картах район Эдмондса в 1841 году, назвав его «Пойнт Эдмунд». В 1876 году в этот район прибыла семья Джорджа Брэкетта, переехавшая из Балларда, с намерением основать здесь город. Брэккетт осушил болотистую местность возле набережной и начал вырубать лес. В последующие годы стали прибывать новые поселенцы, что привело к строительству пристани и универсального магазина к 1881 году. В 1884 году в поселении открылось первого почтовое отделение, получившее название «Эдмондс». По одной из версий в честь Джорджа Франклина Эдмондса, сенатора США от Вермонта, которым восхищался Брэкетт.
К концу 1880-х годов в Эдмондсе появилась первая школа, лесопилка, гостиница и аптека.
К началу XX века в городе функционировали четыре завода по производству черепицы, а также чугунолитейный завод, что способствовало экономическому росту Эдмондса.
Постепенно город начал разрастаться.
В настоящее время Эдмондс является старейшим городом в округе Снохомиш.

## География

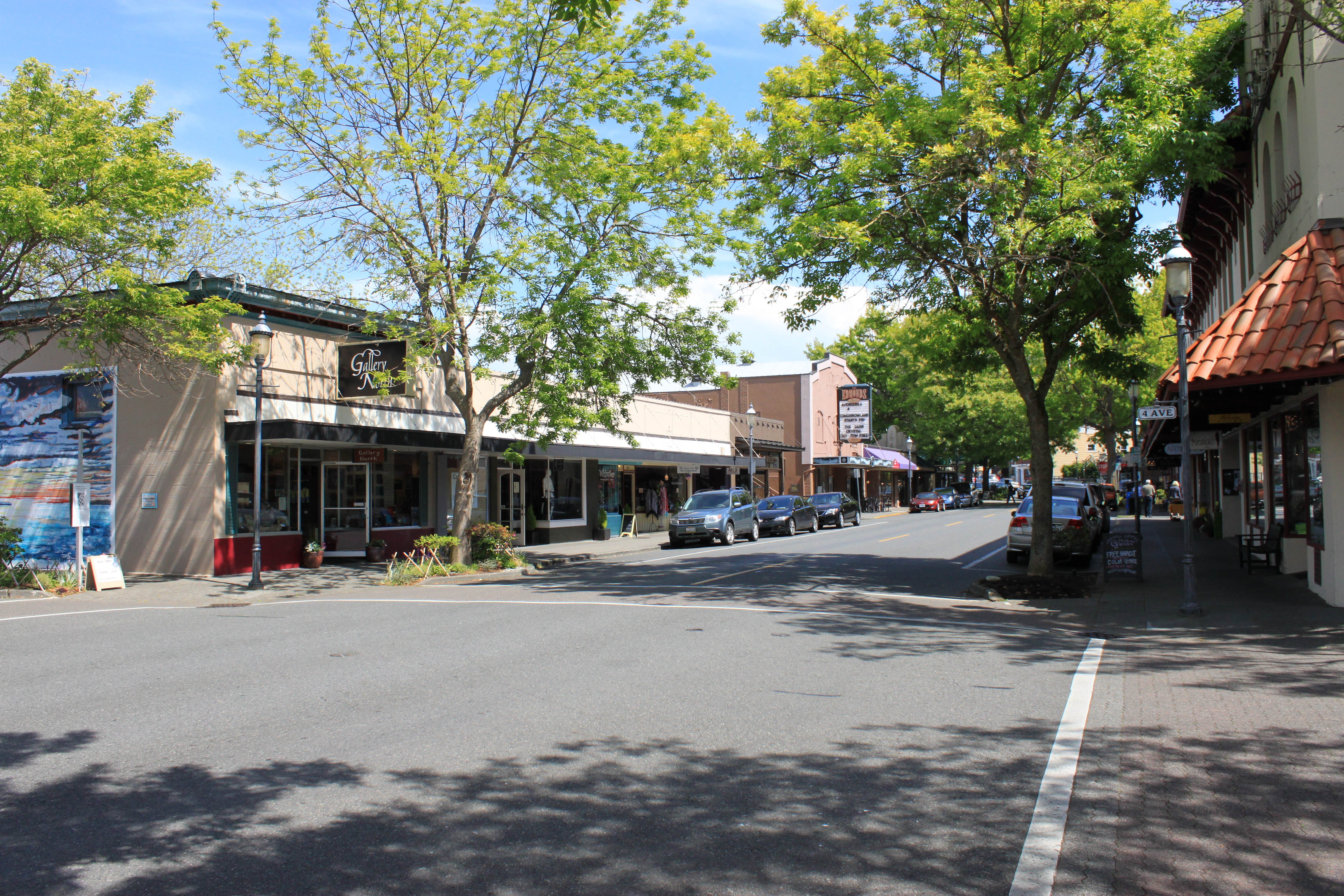
Центр города Эдмондс

Эдмондс расположен в юго-западе округа Снохомиш и считается пригородом Сиэтла, расположенным в 24 км к югу.

### Демография
Эдмондс — третий по численности населения город в округе Снохомиш после Эверетта и Мэрисвилла, с населением в 39 709 человек. В 2015 году в городе проживало более 40 000 человек, и его ежегодный рост составляет 1 процент.